# Charles II Montault-Désilles (évêque)
Charles Montault des Îles (Loudun, 30 avril 1755 - Angers, 29 juillet 1839) fut évêque constitutionnel de la Vienne puis évêque d'Angers de 1803 jusqu'à son décès.

## Biographie

### Famille
Charles Montault des Îles est le fils de Charles-Pierre Montault des Illes, écuyer, conseiller du roi et procureur de Loudun et de Élisabeth de Rambault. Son frère, Pierre Montault-Désilles, devint préfet du département de Maine-et-Loire.
Sa petite-nièce Émilie Céleste Montault des Îles (1822-1857) a épousé le Ministre des Affaires étrangères, Godefroi de La Tour d'Auvergne-Lauraguais (1823-1871). Son arrière-petit-neveu est Monseigneur Xavier Barbier de Montault (1830-1901).

### Études et ordination
Il fit des études littéraires chez les Oratoriens de Saumur, puis fit son droit à Poitiers où il fut reçu licencié en droit en 1773. Il devint avocat, et s'inscrivit au barreau de Paris.
En 1780, séminariste au séminaire de l'église Saint-Sulpice à Paris.
En 1783, ordonné prêtre, il devient vicaire à Loudun. En 1791, lors de la Révolution française, il devint un des vicaires épiscopaux de René Lecesve, évêque constitutionnel de la Vienne. 

### Évêque constitutionnel de la Vienne (1791-1793)
Élu évêque constitutionnel de la Vienne, en remplacement de l'évêque constitutionnel René Lecesve, il fut sacré le 23 octobre 1791.
En 1793, il est arrêté. Il fut transporté de Poitiers à Paris pour y être jugé et guillotiné. Il arriva dans la capitale le lendemain de la mort de Robespierre. Ce fut son salut, mais il n'en eut pas moins à subir une captivité de six mois dans les prisons de la Conciergerie.

### Évêque concordataire d'Angers (1802-1839)
En 1800, le 2 mars, son frère Pierre Montault-Desilles, législateur, fut nommé préfet de Maine-et-Loire et s'installe dans l'Abbaye Saint-Aubin d'Angers transformée en préfecture. En 1801 (le 15 juillet) : Signature du Concordat entre Bonaparte et le pape Pie VII. En 1802 (avril) : Charles Montault-Desilles fut nommé évêque concordataire d'Angers. Charles Montault-Désilles fixe par ordonnance, en décembre 1802, les limites de plusieurs paroisses angevines, notamment dans le Saumurois. Le Concordat restructure les limites paroissiales françaises.

### Mort
En 1839, il décède le 29 juillet. Son corps repose dans une tombe située dans la cathédrale d'Angers.

## Armoiries
| Figure | Blasonnement |
|        | Armes du baron Montault-Désilles et de l'Empire D'azur à deux mortiers d'argent posés en pal ; quartier des barons évêques brochant sur le tout. - Livrées : bleu, blanc, rouge. |

### Sources / bibliographie
- Montault-Desilles
- pagesperso-orange.fr
- www.angers.fr